# Нотрањска
Нотрањска је подручје у Словенији које обухвата крашко подручје на југозападу земље. Историјски је, заједно с Горењском и Долењском, припадала Крањској.
Постојна је урбано средиште којем гравитира ово подручје. Уз њу важнији су градови Идрија, Логатец, Церкница, Илирска Бистрица и Пивка. Кршко тло Нотрањске садржи бројне шпиље, међу којима се величином и љепотом истиче Постојнска јама.